# Barras (Piauí)
Barras é um município brasileiro do interior do estado de Piauí, Região Nordeste do país. Situa-se na Microrregião do Baixo Parnaíba Piauiense e na Mesorregião do Norte Piauiense, distante 120 km a norte de Teresina, capital estadual. Possui uma extensão territorial de 1.722,508 km². Segundo dados do Instituto Brasileiro de Geografia e Estatística, em 2022 sua população foi estimada em 47.938 habitantes, sendo o sexto maior município do Piauí e o segundo da microrregião, atrás apenas de Piripiri.
Antes da chegada de qualquer colonizador as terras as margens do Rio Marataoã e Longá, eram habitadas por grupos indígenas. O nome dos próprios rios tem origem indígenas.
O município tem uma taxa de urbanização de 49,33%. No ano de 2009 o município possuía 25 estabelecimentos de saúde. Em 2010, seu Índice de Desenvolvimento Humano (IDH-M) era de 0,595, considerado baixo e abaixo da média piauiense, ocupando o quadragésimo nono lugar no ranking estadual, ao lado dos municípios de São Lourenço do Piauí, Eliseu Martins e São Pedro do Piauí.
Barras foi fundada em meados do século XVIII, pelo coronel baiano Miguel Carvalho de Aguiar, quando este iniciou a construção da primeira capela, dedicada a Nossa Senhora da Conceição.
No que se refere ao nome da fazenda primitiva que deu origem a atual cidade de Barras, documento datado de 16 de novembro de 1762 faz referência à fazenda das Barras com mais de quatro léguas de terras, e nunca fazenda Buritizinho. É provável que esta buritizinho não seja a fazenda primitiva que deu origem à cidade de Barras. 
Décimo terceiro município mais rico do Piauí, Barras conta com 23,6% de coleta de esgoto.

## História

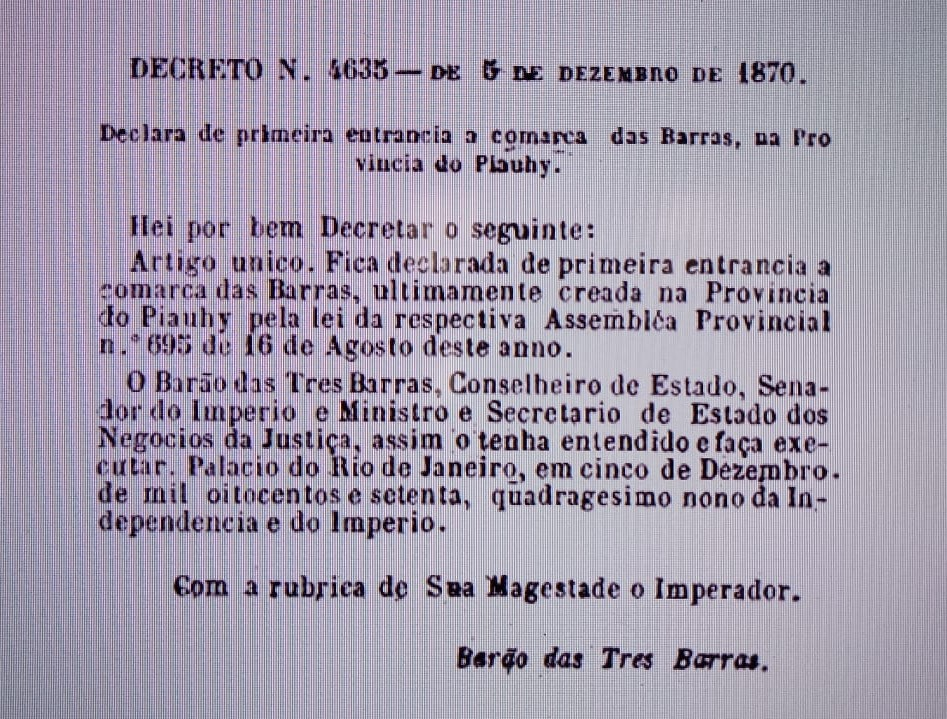
Documento em que o Imperador Pedro II eleva a cidade para primeira entrância judicial.

Pela lei n° 127 de 24 de setembro de 1841 Barras foi elevada à categoria de Vila sendo instalada a 09 de abril de 1842, gozando de plena independência administrativa. Portanto, emancipada na forma da lei, desmembrando-se do município de Campo Maior-PI. 
A primeira Câmara Municipal foi instalada sobre a presidência do Major Silvério da Cunha Castelo Branco então presidente da câmara municipal da cidade de Campo Maior- PI, que veio dar posse a primeira Câmara Municipal constituída no município de Barras. As casas Legislativas municipais estavam fundamentadas, naquele período, nas ordenações Manuelinas e, mais tarde, nas Ordenações Filipinas.
As Câmaras Municipais são instituições antigas que herdamos dos colonizadores portugueses e que passaram a existir oficialmente em nosso país a partir de 1532, que exerciam funções Legislativa, executiva e judiciária.
Pelo decreto de n° 01 de 28 de dezembro de 1889 do então governador do Estado do Piauí, o barrense Gregório Taumaturgo de Azevedo a vila de Barras do Marataoã recebeu o título de cidade. 
A cidade de Barras surgiu a partir da fazenda Buritizinho. No local havia uma capela dedicada à Nossa Senhora da Conceição, que tornou-se sua padroeira. Contudo, no que se refere ao nome da fazenda primitiva que deu origem a atual cidade de Barras, documento datado de 16 de novembro de 1762 faz referência à fazenda das Barras com mais de quatro léguas de terras, e nunca fazenda Buritizinho.
A localidade foi elevada à condição de vila e passou a se chamar Barras do Marataoã, em alusão ao rio que recebe os visitantes na sua entrada e por estar situada entre barras de rios e riachos. Quando foi elevada à categoria de cidade, a vila passou a se chamar apenas Barras. Conhecida também como a Terra dos Governadores.
Lista de prefeitos da cidade de Barras
Historicamente, Barras foi governada por ricos fazendeiros provenientes de outros municípios e Estados. Inclui-se nesta lista o primeiro de todos os intendentes ou prefeito, um rico fazendeiro natural do Estado do Maranhão, JOSÉ ANTÔNIO RODRIGUES, CAZUZA. Ele foi o primeiro presidente da Câmara Municipal de Barras (1842 a 1845). Foi eleito em 1842 e reeleito em 1845. Naquela época o presidente da Câmara de vereadores possuía atribuições equivalentes a de prefeito.
Segue a lista dos demais prefeitos:
1. Luiz Fernandes Pereira (1893 a 1896)

2. Trazibulo de Carvalho e Silva (1897 a 1900)

3. Luiz Fernandes Pereira, 2° vez (1901 a 1908)

4. José Fortes (1909 a 1916). Durante 8 anos exerceu o mandato de prefeito. Parece ser eleição e reeleição.

5. Luiz Fernandes Pereira Filho (1917 a 1920)

6. Luiz Fernandes Pereira, 3° vez (1921 a 1924)

7. Gervásio Raulino da Silva Costa (1925 a 1928)

8. José Osório Pires da Mota (1929 a 1930)

9. Raimundo Soeiro (1931)

10. José Fortes, 2° vez (1933 a 1945). Esteve no exercício do mandato de prefeito por 13 anos. Em 1945 o mandato foi interrompido por algumas interinidades de prefeitos.

11. Maria Judite Carvalho, prefeita interina por 2 meses. Data da posse: 10 de fevereiro de 1945

12. Antonio Diogo Lustosa, prefeito interino por 7 meses. Data da posse: 10 de abril de 1945

13. Nelson Pires Correia, prefeito interino por 1 mês. Data da posse: 13 de outubro de 1945.

14. Luís Fortes Castelo Branco, prefeito interino. Data da posse: 13 de novembro de 1945.

15. José Osório Pires da Mota, 2° vez (1947)

16. Conrado Amorim de Sousa, prefeito interino. Data da posse: 15 de maio de 1947.

17. Edimar de Carvalho Rocha (1948 a 1949)

18. João Berechmans de Carvalho, prefeito interino. Data da posse: 15 de maio de 1948

19. José Lopes de Miranda (1949 a 1951)

20. Daiton Alves de Carvalho, prefeito interino. Data da posse: 01 de janeiro de 1951

21. Francisco Luís de Carvalho e Silva (1951 a 1954)

22. Manoel José de Almeida (1955 a 1959)

23. Odival Pires Correia (1959 a 1963)

24. Francisco das Chagas Torres Ribeiro, prefeito interino em 1963

25. Alcides do Rego Lages (1963 a 1967)

26. Antenor de Castro Rego, prefeito interino em 1970

27. Eudes Raulino de Almeida (1967 a 1971)

28. José de Deus Lages Correia (1971 a 1973)

29. Antonio Félix de Carvalho Filho (1973 a 1974)

30. Manoel José de Almeida Neto (1974 a 1976)

31. Raimundo Alves de Sousa (1977 a 1983)

32. José de Ribamar Pereira (1983 a 1989)

33. José de Ribamar Pereira, 2° vez (1993 a 1996)

34. Elias Nascimento (1997 a 2000)

35. Joaquim Lucas Furtado (2001 a 2004)

36. Francisco das Chagas Rego Damasceno (2005 a 2008)

37. Francisco Marques da Silva (2009 a 2012)

38. Edilson Servulo de Sousa (2013 a 2016)

39. Carlos Alberto Lages Monte (2017 a 2020)

40. Edilson Servulo de Sousa, 2° vez (2021 a 2024)
Barras: terra dos governadores
A cidade de Barras continua firme em sua honra de ter dado mais filhos ao governo do Piauí. Contudo, é possuidora do título de terra dos governadores não só pelo fato de ela ter tido vários de seus filhos na governança de nosso estado do Piauí, mas também na chefia do Executivo de Pernambuco e Amazonas. Segue a lista de barrenses governadores:
1. Gregório Taumaturgo de Azevedo (26/12/1889 a 04/06/1890), primeiro governador republicano do estado do Piauí;
2. Coriolano de Carvalho e Silva Governador do Estado do Piauí (11/12/1892 a 04/07/1896);
3. Raimundo Artur de Vasconcelos governador do Piauí (01/07/1896 a 1900);
4. Matias Olímpio de Melo governador do Estado do Piauí (1924 a 1928);
5. Leônidas de Castro Melo, que governou o Piauí por mais de dez anos (03/05/1935 a 09/11/1945);
6. João de Deus Moreira de Carvalho, fez parte da junta governativa do estado do Piauí durante o breve período de 16 de novembro a 26 de dezembro de 1889; era irmão de Gregório Taumaturgo de Azevedo;
7. Sigismundo Gonçalves, natural de Barras, governador do Estado de Pernambuco em três oportunidades, nos períodos: 1880 – 1915, 1889 - 1900, 1904 – 1908
8. Gregório Taumaturgo de Azevedo, natural de Barras dessa vez governador do Estado do Amazonas, no período de 1º de setembro de 1891 até 27 de fevereiro de 1892.
9. Fileto Pires Ferreira, barrense, também governador do Estado do Amazonas, no período de 23 de julho de 1896 a 4 de abril de 1898.

CRONOLOGIA HISTORICA DA FORMAÇÃO ADMINISTRATIVA DA CIDADE
20 de outubro de 1823
Distrito criado com a denominação de Barras do Marataoã;
02 de setembro de 1836
Elevada a distrito de paz pela lei Provincial n.º 656
24 de Setembro de 1841
Elevado à categoria de vila com a denominação de Barras, pela Lei Provincial n.º 127, de 24-09-1841. Sede na vila de Barras. 
19 de Abril de 1842
Instalação solene com a eleição e posse da primeira Câmara Municipal em 19-04-1842; adquirindo plenos poderes para o exercício das atividades Legislativas,  executiva e judiciária 
28 de dezembro de 1889
Elevado à categoria de cidade com a denominação de Barras do Marataoan, pelo Decreto n.º 1, de 28-12-1889.
Em divisão administrativa referente ao ano de 1911, o município é constituído do distrito sede.
Pelo Decreto-lei n.º 1279, de 26-06-1931, o município de Barras de Marataoan adquiriu os extintos municípios de Batalha e Boa Esperança.
Em divisão administrativa referente ao ano de 1933, o município é constituído de 3 distritos: Barras de Marataoan, Batalha e Boa Esperança.
Pelo Decreto Estadual n.º 1575, de 17-08-1934, é desmembrado do município de Barra de Marataoan, o distrito de Boa Esperança. Elevado à categoria de município.
Pelo Decreto Estadual n.º 1536, de 02-05-1934, é desmembrado do município de Barra de Marataoan, o distrito de Batalha. Elevado à categoria de município.

## Geografia
Barras localiza-se na bacia hidrográfica do Rio Longá e é banhada por este e pelo Rio Marataoã, além de vários riachos. Boa parte da cidade está na margem esquerda do Marataoã.
A cidade está localizada em terrenos da província geotectônica Parnaíba (ou Província Sedimentar do Meio Norte), datados da era paleozoica, do período carbonífero. Possui altitude de cerca de 88 metros.
Predominam na região a vegetação de caatinga e da mata dos cocais na faixa centro oeste do território.

### Hidrografia

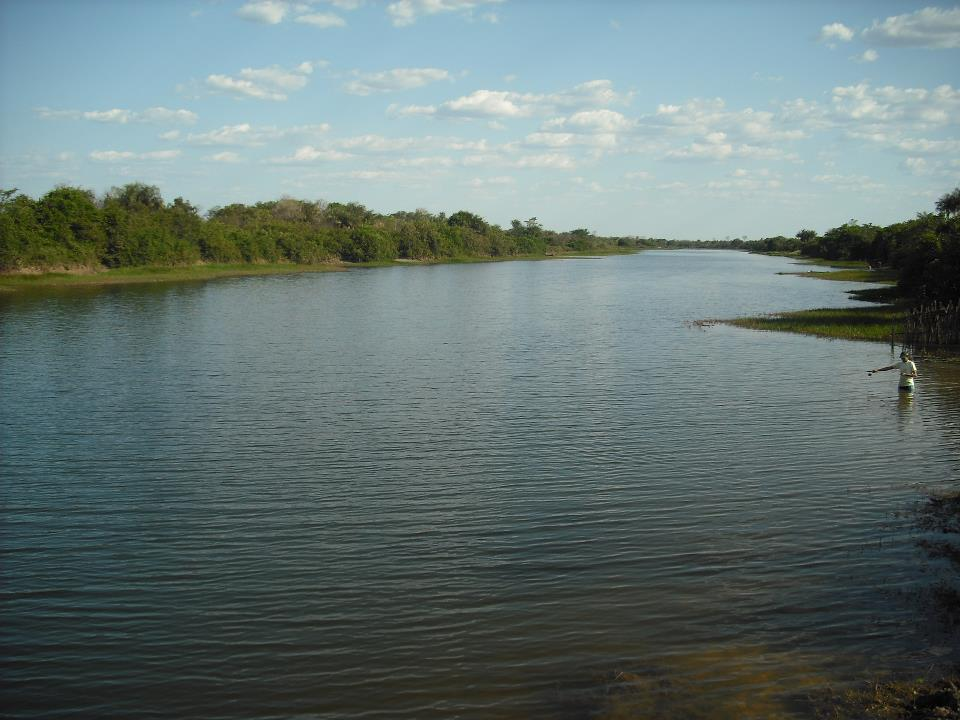
Rio Martaoan.

Rio Longá, Rio Marataoã, Riacho D’Anta, Riacho da Porção, Riacho do Baixão, Riacho do Jucá, Riacho Santo Antônio.

## Demografia
Segundo Censo apresentado pelo Instituto Brasileiro de Geografia e Estatística, no ano de 2010 a população foi contada em 44.850 habitantes. Ainda segundo os dados, 22.126 habitantes viviam na zona urbana (cerca de 49,30% da população) e 22. 724 habitantes na zona rural (50,70%), sendo a segunda maior população rural do Piauí, perdendo apenas para a capital Teresina. Neste mesmo ano, a taxa de urbanização do município alcançou os 49,33%. Em 2017, o IBGE estimou a população do município em 46.291 habitantes, sendo o sétimo mais populoso município do Piauí.  Em 2010, a densidade populacional era de 26,04 hab./km².
De toda população contada em 2010, 13.168 habitantes (29,36%) tinham idade inferior a 15 anos, 28.519 pessoas tinham idade entre 15 e 64 anos (63,59%), 3.163 pessoas tinham mais de 65 anos de idade (7,05%). Ainda em 2010, a esperança de vida no município era de 71,7 anos e a taxa de fecundidade total era de 2,3 filhos por mulher. O Índice de Desenvolvimento Humano (IDH-M) de Barras era de 0,595, sendo classificado como baixo pela Programa das Nações Unidas para o Desenvolvimento (PNUD), ocupando a quadragésima nona colocação entre os municípios do estado, tendo um valor abaixo do estadual. Seu índice ainda apresenta um resultado menor que a média nacional, ocupando a 4.255° colocação no ranking entre os 5.570 municípios que formam a União.

## Economia
De acordo com o levantamento do ano de 2014 feito pelo Instituto Brasileiro de Geografia e Estatística (IBGE), o Produto Interno Bruto (PIB) de Barras é o 1.713° maior do Brasil e o 13° maior do Piauí, perdendo para municípios piauienses menos populosos como Uruçuí, Oeiras e Altos. O valor bruto do seu PIB foi de R$ 284.530.000 milhões, sendo R$ 15.061.000 milhões em impostos sobre produtos líquidos de subsídios a preço de mercado. Ainda nesse mesmo ano, o valor do Produto Interno Bruto per capita foi de R$ 6.193,79 reais.
No ano de 2010, 57,8% da população com idade igual ou superior a 18 anos era economicamente ativa, enquanto que a taxa de desocupação foi de 4,7%. Em 2015, no Cadastro Central de Empresas constava que havia cerca de 474 unidades locais e 462 empresas atuantes, somando também o número de estabelecimentos comerciais. Um total de 3.191 pessoas foram designadas como pessoal ocupado e 2.702 pessoas foram contadas como pessoal ocupado assalariado. Os salários adicionados a outras remunerações foram somados em R$ 40.882 mil reais e o salário médio do município foi de 1,5 salário mínimo. Em 2010, o IBGE mostrou que 71,83% dos domicílios sobreviviam com menos de um salário mínimo por morador, 7,88% dos moradores sobreviviam com um valor entre um e três salários mínimos por pessoa, 0,68% com um valor entre três e cinco salários, 0,61% com um valor superior a cinco salários mínimos e 3,40% não declararam rendimento.

### Setor primário
O setor primário é o que apresenta o segundo menor valor bruto entre os três setores que compõem o PIB, representando R$ 18.478.000 milhões de tudo que é produzido na agricultura e na agropecuária. O Censo Agropecuário de 2006, mostrou que o município detinha um rebanho de 18.584 bovinos, 25.055 caprinos, 738 asininos, 1.914 equinos, 286 muares, 7.087 ovinos e 23.983 suínos. Contou-se também com 120.496 aves, com uma produção de 63.000 mil dúzias de ovos de galinha. Obteve-se, ainda, uma produção de 23.000 litros de leite de vaca cru.
Ainda conforme os dados do levantamento de 2006, os destaques na produção da lavoura temporária foram as plantações de cana-de-açúcar (2.517 toneladas, valor produzido R$ 448.000 mil); feijão fradinho (360 toneladas, valor produzido R$ 397.000 mil); mandioca (3.010 toneladas, valor produzido R$ 413.000 mil); milho (1.811 toneladas, valor produzido R$ 911.000 mil).
Na lavoura permanente tiveram destaque o cultivo da banana (88 toneladas, valor produzido R$ 40.000 mil); laranja (61 toneladas, valor produzido R$ 50.000 mil).

### Setor secundário
Segundo o Instituto Brasileiro de Geografia e Estatística (IBGE), em 2014 o setor da indústria foi o menor produtor de riqueza para o município. Cerca de R$ 13.035.000 milhões do seu Produto Interno Bruto era correspondente a tudo gerado pelo setor secundário.

### Setor terciário
O serviço público municipal (Prefeitura) é o maior empregador do município. Conforme as Contas Regionais, divulgadas pelo IBGE em 2014, o setor terciário é o maior produtor de riqueza do município, correspondendo a aproximadamente 35% da economia barrense, equivalendo a um valor bruto de R$ 94.513.000 milhões de reais. Segundo o Atlas do Programa de Desenvolvimento das Nações Unidas, 9,06% do pessoal ocupado trabalhava na construção civil, 0,34 % nos setores de utilidade pública, 10,04 % no comércio e 27,51 % no setor de prestação de serviços.
O comércio de Barras é muito diversificado e descentralizado, tendo a região central da cidade como o principal polo comercial da cidade, concentrando pelo menos uma loja de rede nacional (Cacau Show) e várias lojas de rede regional, como o Comercial Carvalho, Armazém Paraíba e Macavi. Nas avenidas que circundam o perímetro urbano, é perceptível a presença do comércio de alimentos em geral, materiais de construção, peças e serviços automotivos. Os bairros barrenses dispõem de estruturas de baixa/média complexidades de comércio. Barras é considerada uma cidade-polo para pelo menos sete municípios vizinhos (Cabeceiras do Piauí, Boa Hora, Batalha, Matias Olímpio, Campo Largo do Piauí, Porto e Nossa Senhora dos Remédios), o que faz da cidade um centro atacadista de alimentos e serviços.

## Infraestrutura

### Habitação, serviços e comunicação
Barras contava, em 2010, com 13.385 domicílios. Do total de domicílios, 9.514 eram próprios, 529 eram alugados, 1.249 enquadravam-se em imóveis cedidos e 13 ocupados de outra forma. O serviço de abastecimento de energia elétrica é feito pela Eletrobras Distribuição Piauí, e, em 2010, segundo o IBGE, 10.857 domicílios (81,1% do total) possuíam acesso à rede elétrica, cuja voltagem, em Barras, é de 220 V.
O fornecimento de água e a coleta de esgoto da cidade são feitos pela Águas e Esgotos do Piauí, e, em 2008, havia 8.763 unidades consumidoras na cidade, nas quais eram distribuídos em média 2.860 m³ de água tratada por dia. Segundo o IBGE, em 2010, 4.613 domicílios eram atendidos pela rede geral da companhia (34,46% do total), embora 77,46% possuísse água encanada e 5.053 domicílios (37,75% do total) contavam com escoadouro sanitário de uso exclusivo das residências. A coleta de lixo naquele ano abrangia 4.612 (34,45% do total) domicílios.
Na área de telefonia, a cidade é reconhecida pelo código de área (DDD) 86. Seu Código de Endereçamento Postal (CEP) é o 64.100-000. O setor de comunicação em Barras tem como atuantes vários blogs e sites locais, mas já contou com algumas rádios a nível local, dentre elas Rádio Maratoã FM, Rádio Popular FM e Difusora AM.

### Segurança pública e criminalidade
A Polícia Militar do Piauí conta com uma companhia na cidade. Além disso, a cidade conta com uma delegacia da Polícia Civil, que abrange também os municípios de Cabeceiras do Piauí e Boa Hora.
Barras tradicionalmente é uma cidade tranquila quando o assunto é homicídios. Sua taxa de homicídios entre os anos de 2012 a 2014, conforme o Mapa da Violência realizado pelo Centro Brasileiro de Estudos Latino-Americanos, foi de 2,2 homicídios por 100 mil habitantes, colocando o município apenas no quadragésimo lugar entre as cidades piauienses com população acima de 10.000 mil habitantes. O índice de acidentes de trânsito em 2010 foi de 15,6 ocorrências para cada 100 mil residentes, ocupando a 1.265ª colocação a nível nacional.

## Cultura
A cidade é sede da Academia de Letras do Vale do Longá.

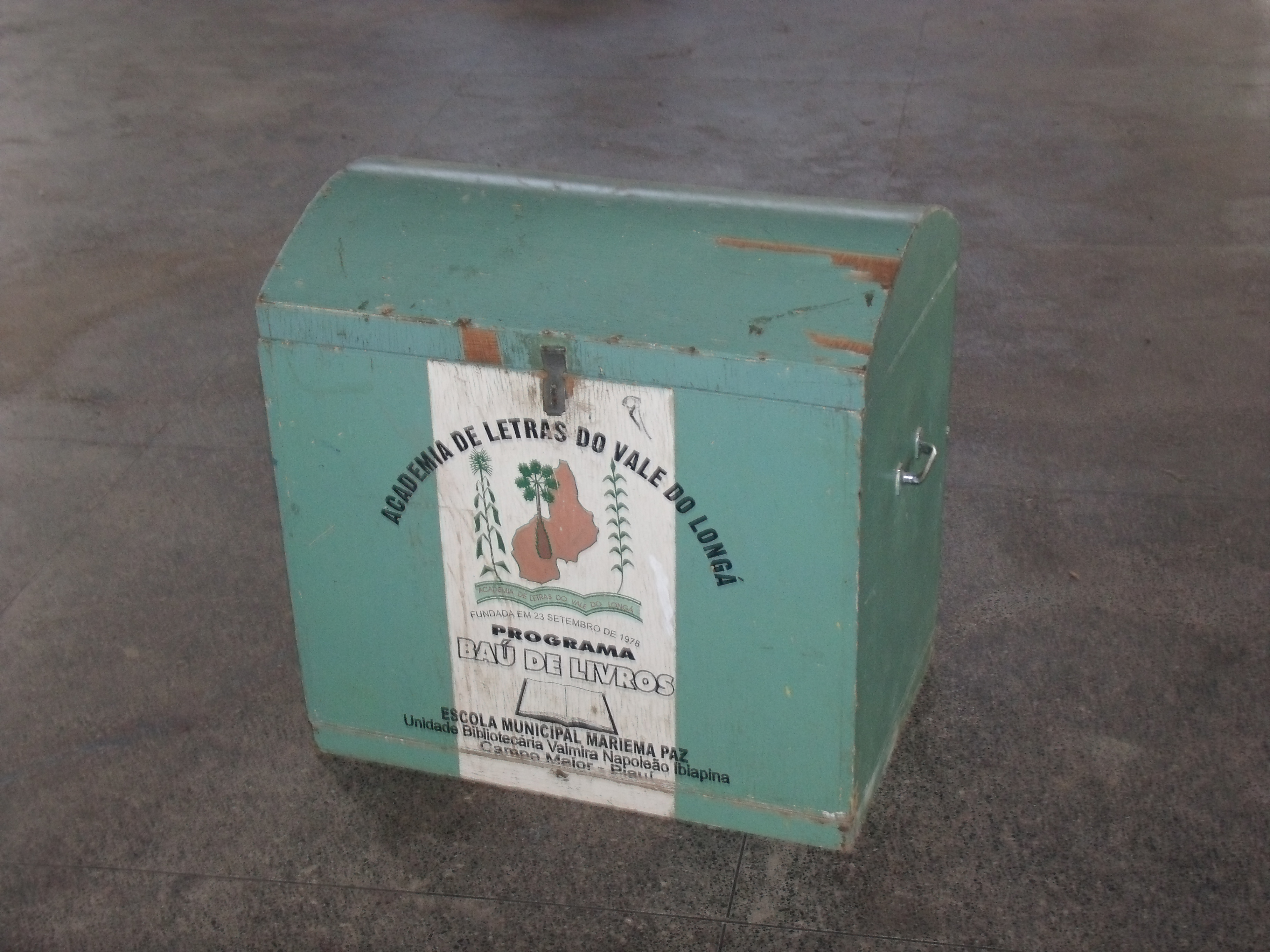
Baú de livros da Academia de Letras do Vale do Longá.

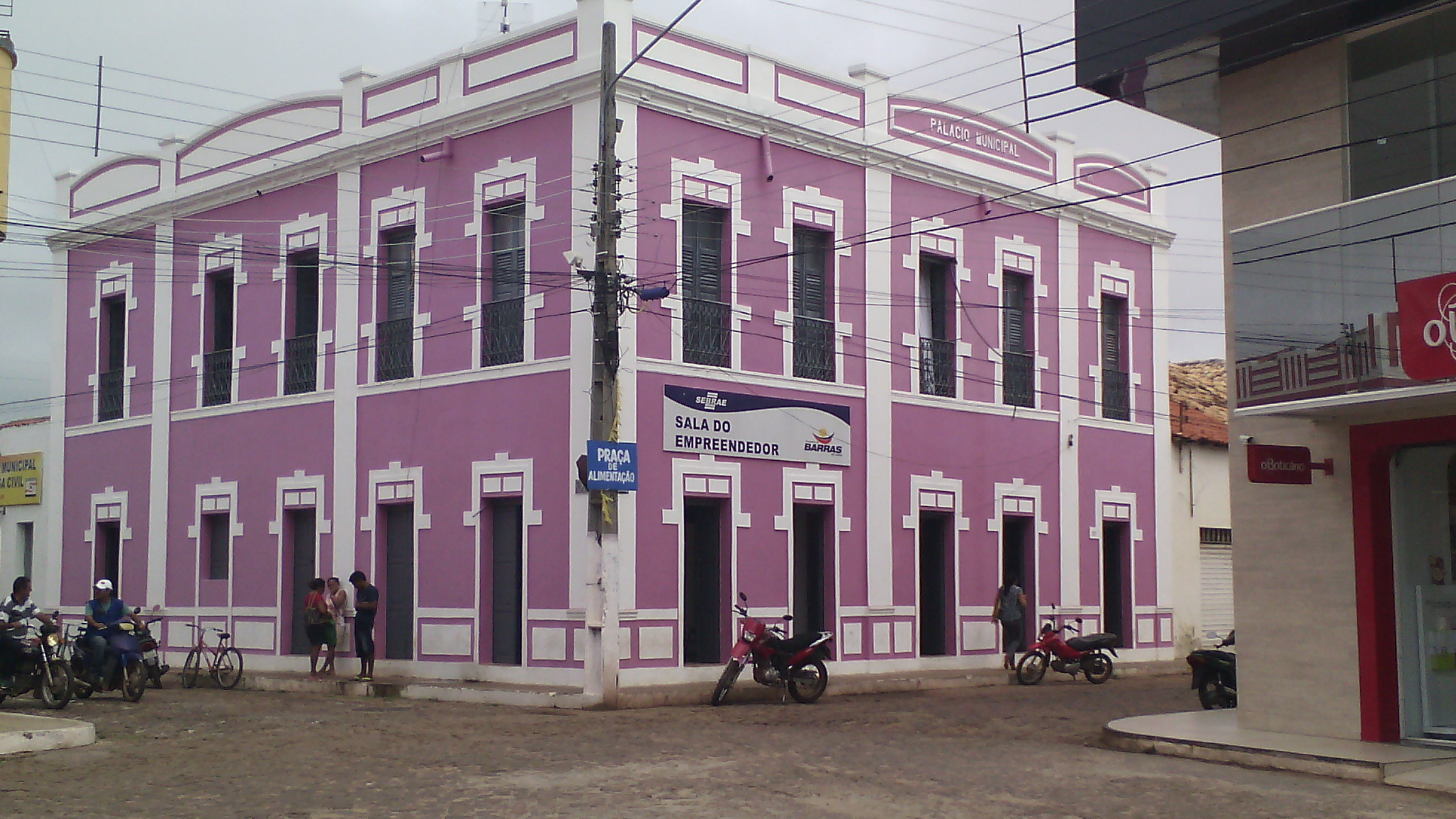
Palácio onde funciona a Biblioteca Municipal Davi Caldas.

## Imagens

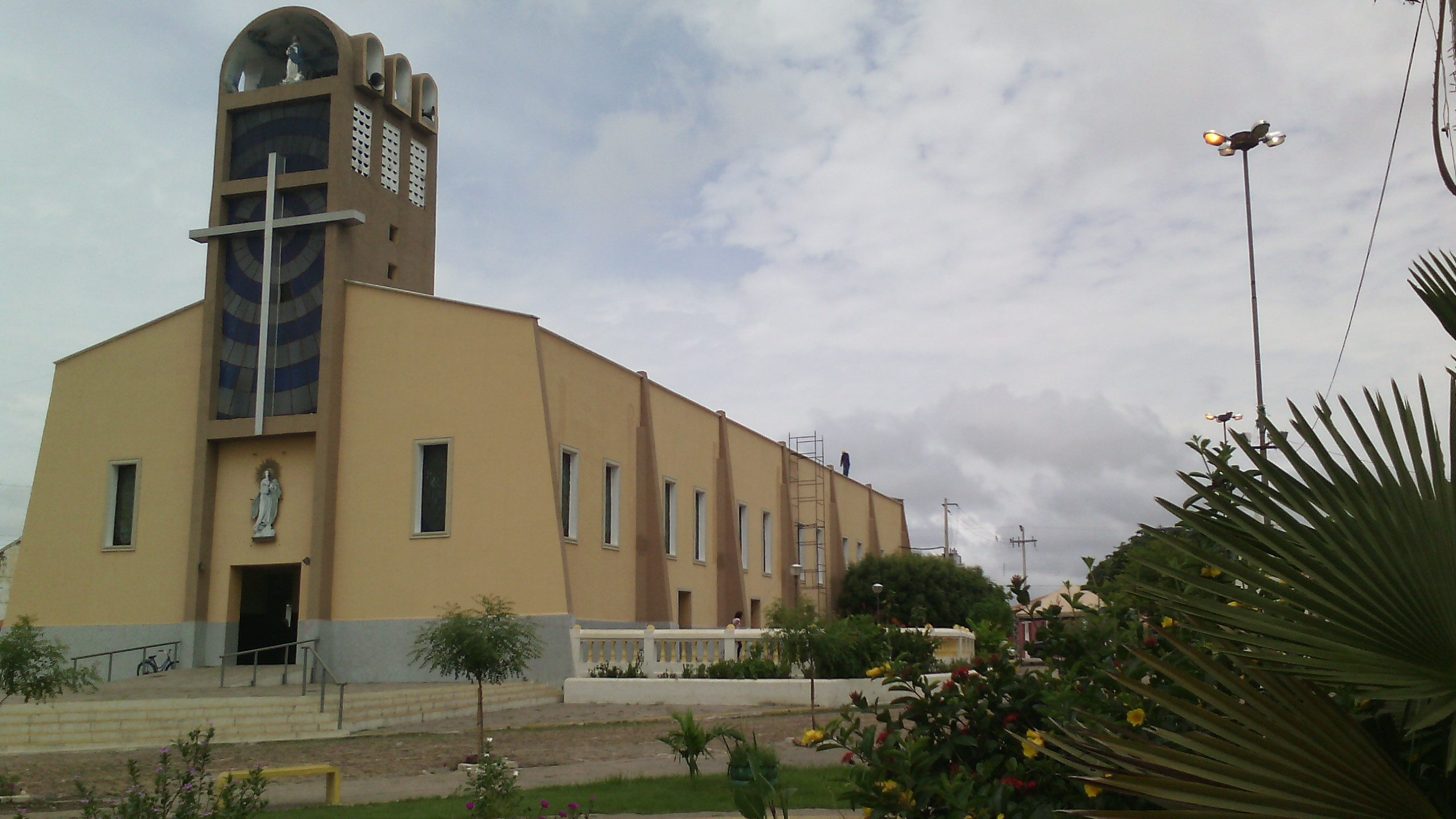
Igreja Matriz de Nossa Senhora da Conceição
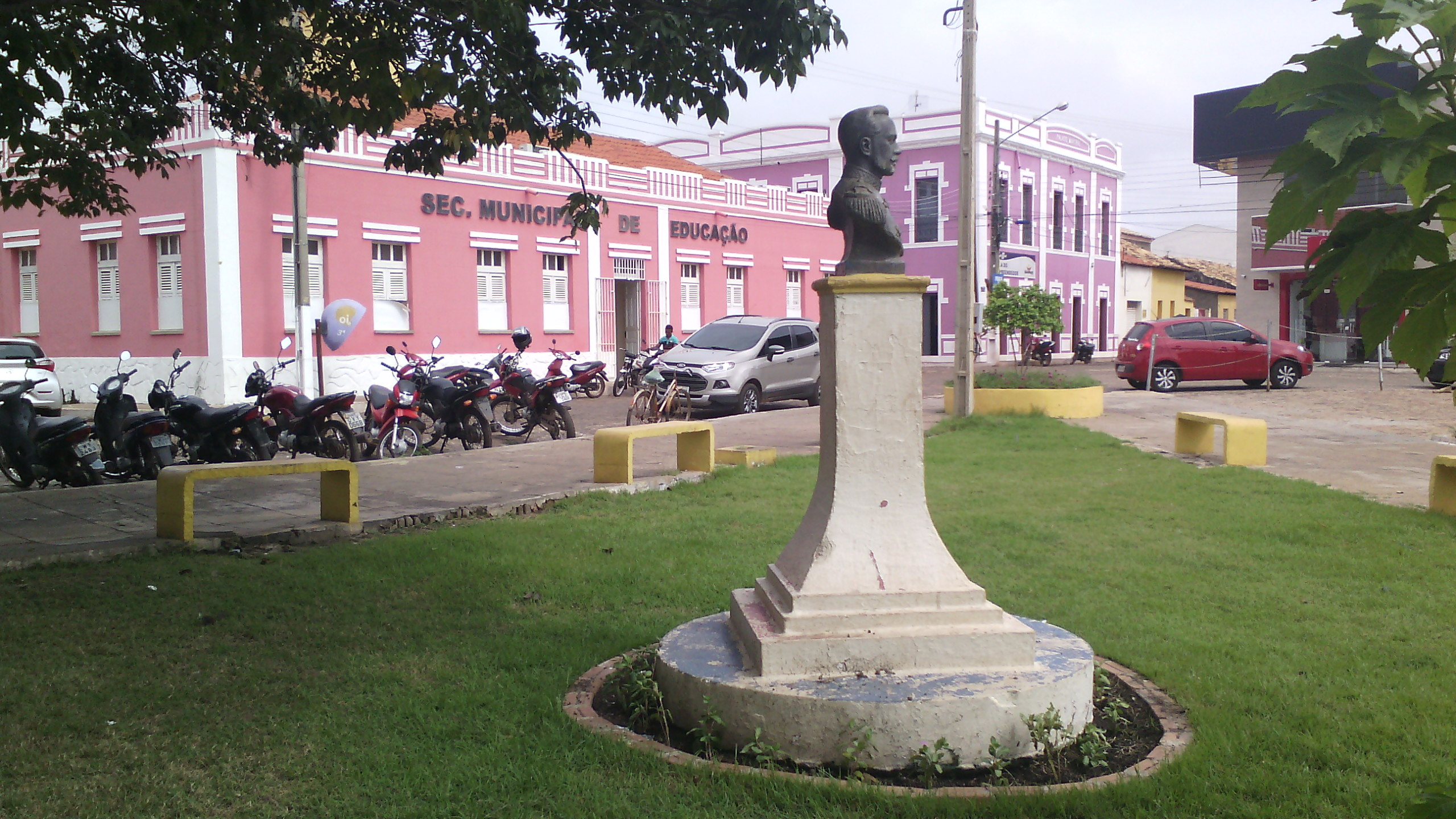
Praça da Matriz
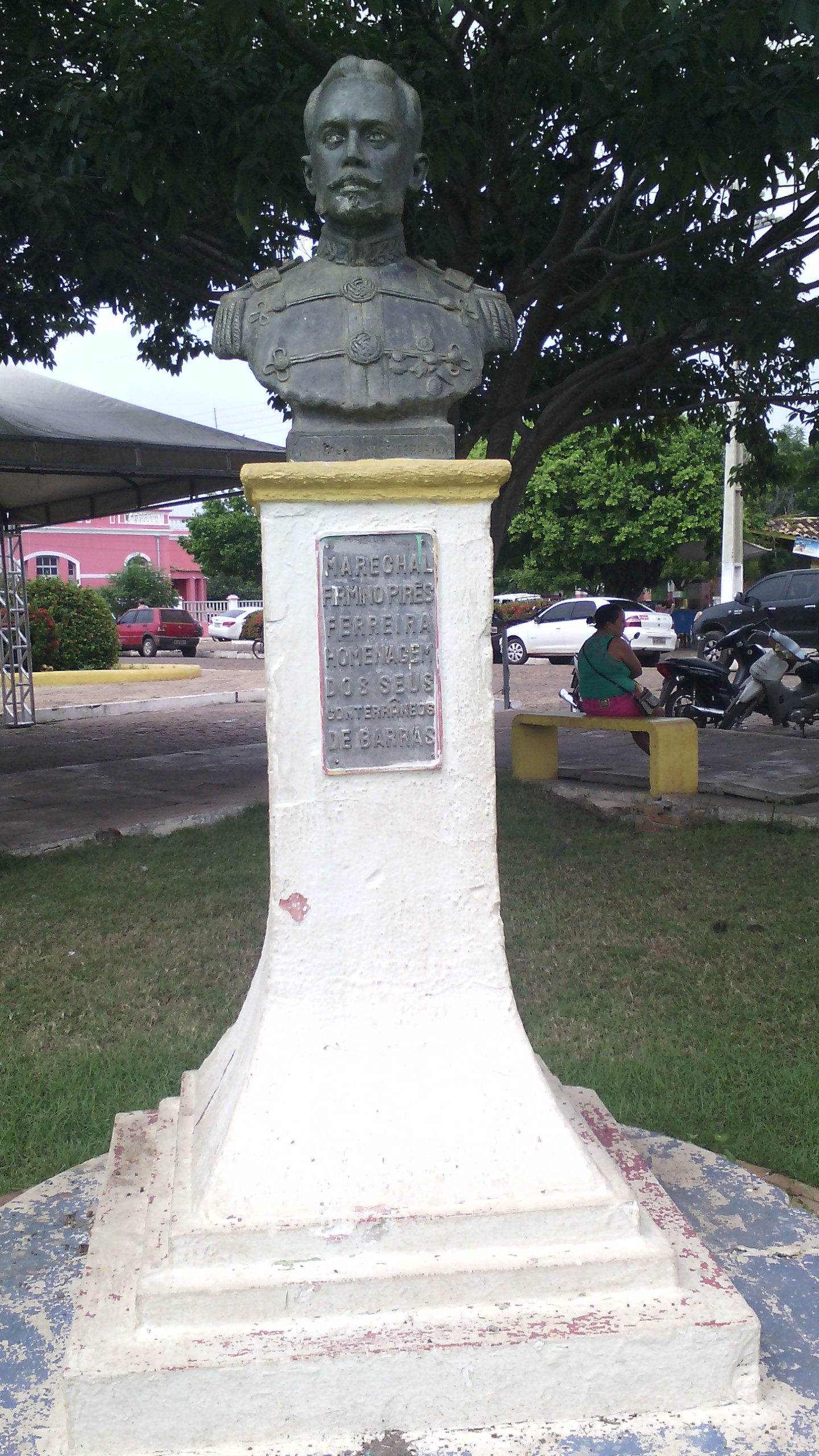
Busto de Firmino Pires Ferreira
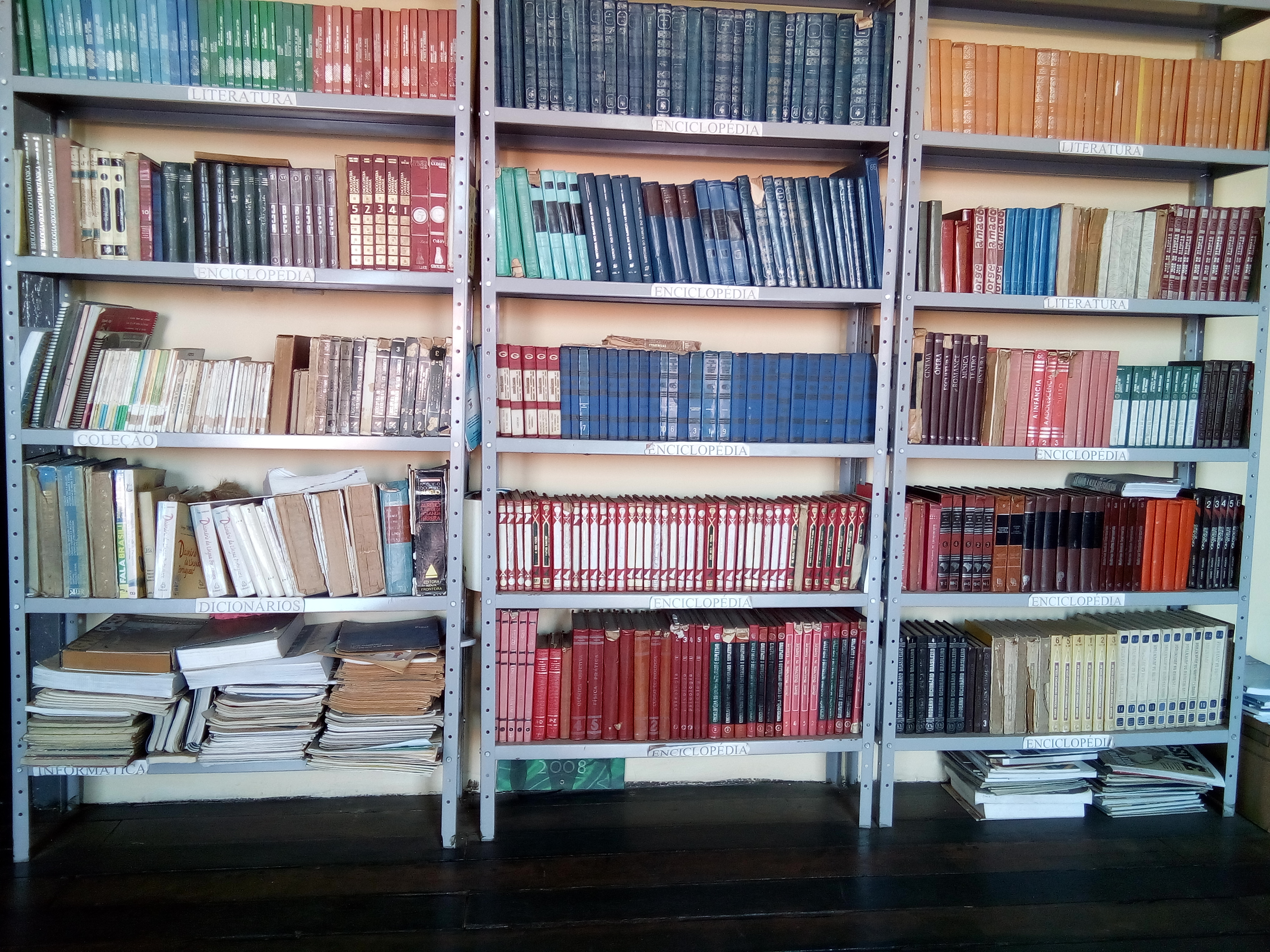
Acervo da Biblioteca Municipal de Barras
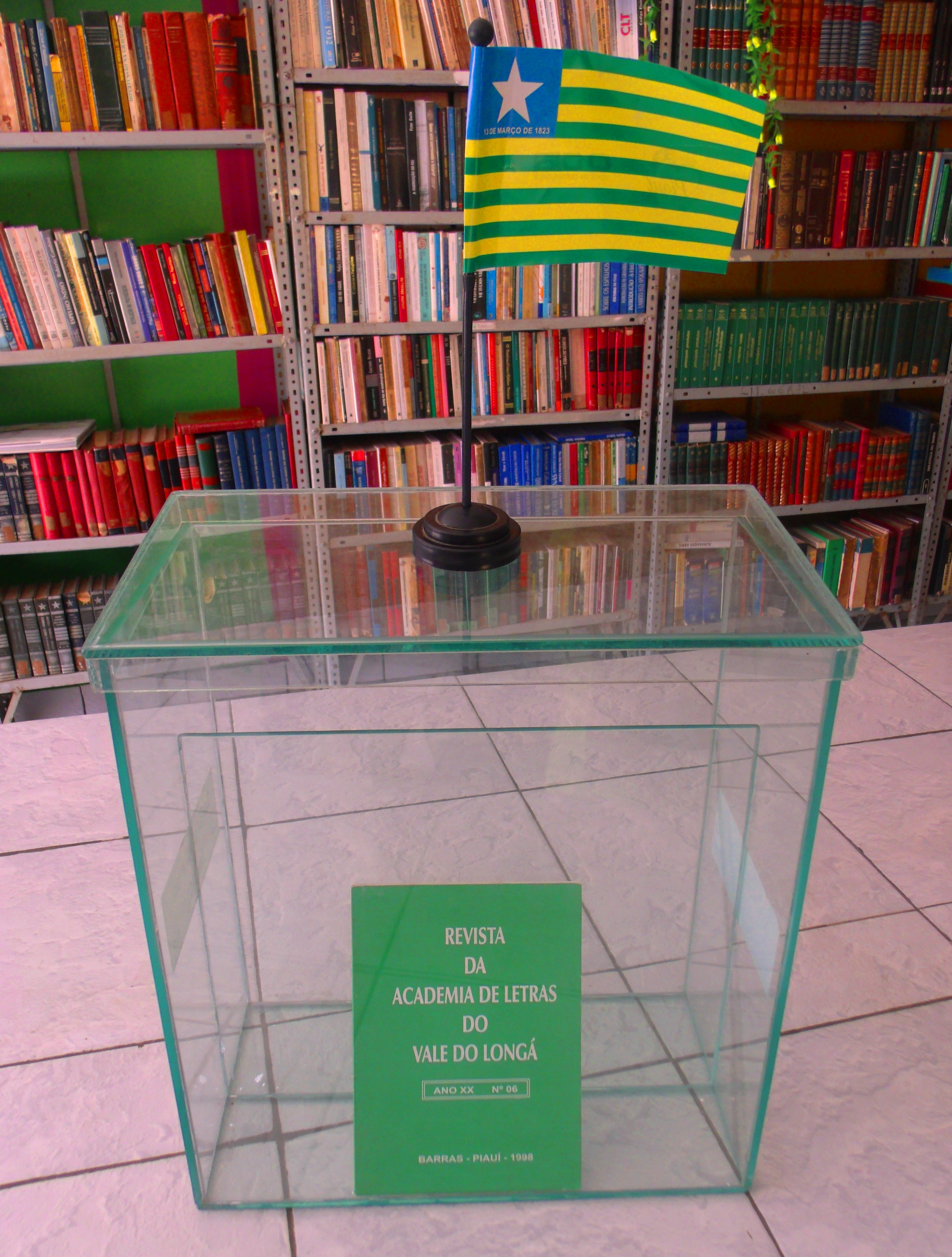
Revista da Academia de Letras do Vale do Longá (edição de 1998).